# Plateosaur
Plateosaur (Plateosaurus) bio je jedan od najpoznatijih dinosaura: u Europi je pronađeno na desetke njihovih kostura. Bio je dugačak više od 8 metara, što ga je činilo jednim od najvećih i najsnažnijih dinosaura svog doba. Živio je u krdu i tromo se kretao na četiri noge, ali mogao se uspraviti i na zadnje dvije kako bi brstio mekano lišće na visini od 4 metra. Svojim se pandžama služio za čupanje bilja i za obranu.